# Live from Abbey Road
Live from Abbey Road es un programa de televisión de 12 partes, de una hora cada episodio, que comenzó a filmar su primera temporada durante el año 2006 en el Abbey Road Studios en Londres. La temporada 2 fue filmada entre 2007 y 2008, la temporada 3 fue filmada en 2009 y la temporada 4 en 2011. El programa cuenta con un total de 131 artistas musicales hasta la fecha (alrededor de 36 por temporada) - generalmente 3 por show, tocando un máximo de 3 canciones por artista. Las sesiones se graban sin una audiencia en vivo. Es filmada en video de alta definición con el uso ocasional de lentes de 35 mm, los productores han tratado de grabar actuaciones, que "parezcan una película y un sonido como el de un disco" .

## Producción
Live From Abbey Road Limited es una compañía de producción independiente formada por el productor de la serie, Michael Gleason. La serie es producida bajo una licencia de varios años a partir de EMI, propietario de los estudios Abbey Road.
La temporada 3 acabó la radiodifusión en el Reino Unido en diciembre de 2009 y la radiodifusión comienza en Sundance Channel en los EE. UU. en febrero de 2010.

## Músicos
La primera serie cuenta con músicos famosos y grupos de diversos géneros, tocando Rock o Heavy metal, pasando por música electrónica, Dance y música industrial, también Pop e incluso Jazz y Blues se destacan. Los artistas pasan el día en los estudios Abbey Road ensayando y actuando. Muchos tienen su estilo propio y técnicas de sonido diferentes. La idea es capturar el sonido que se genera durante la producción de un disco, y filmar el proceso sin una audiencia, típica de la atmósfera de una grabación en estudio.

### Temporada 1
1. Snow Patrol, Madeleine Peyroux y Red Hot Chili Peppers
2. Paul Simon, Corinne Bailey Rae y Primal Scream
3. Craig David, James Morrison y Dave Matthews
4. Amos Lee, David Gilmour y Randy Crawford & Joe Sample
5. The Kooks, Wynton Marsalis y Muse
6. The Zutons, Shawn Colvin, Nerina Pallot y Ray LaMontagne
7. Kasabian, Josh Groban y The Good, the Bad & the Queen
8. Gnarls Barkley, The Feeling y The Killers
9. Dr. John, LeAnn Rimes y Massive Attack
10. Jamiroquai, Damien Rice y The Goo Goo Dolls
11. Natasha Bedingfield, Gipsy Kings y Iron Maiden
12. John Mayer, Richard Ashcroft y Norah Jones

### Temporada 2
1. Mary J. Blige, Dashboard Confessional y James Blunt
2. Sheryl Crow, Hard-Fi y Diana Krall
3. Stereophonics, Colbie Caillat y Joan Armatrading
4. Panic at the Disco, David Gray y Suzanne Vega
5. The Hoosiers, The Black Keys y Manu Chao
6. Matchbox Twenty, The Script y Def Leppard
7. Rascal Flatts, Kate Nash y Herbie Hancock
8. The Kills, Sara Bareilles y The Fratellis
9. The Subways, Gnarls Barkley y Herbie Hancock
10. Elbow, MGMT y Alanis Morissette
11. Justin Currie, Ben Harper y Bryan Adams
12. Teddy Thompson, Martha Wainwright y Brian Wilson

### Temporada 3
1. The Killers, Florence and the Machine y Chairlift
2. Antony & the Johnsons, The Enemy y Paloma Faith
3. The Gossip, The Mars Volta y Friendly Fires
4. Noisettes, Lyle Lovett y Doves
5. Mika, La Roux Y Bloc Party
6. Fleet Foxes, PJ Harvey y John Parish y Manchester Orchestra
7. Seal, Imelda May y Sugarland
8. Counting Crows, Melody Gardot y Hockey (banda)
9. Yusuf Islam, The Fray y White Lies
10. Green Day, Bat for Lashes y Starsailor
11. Michael Bublé, The Temper Trap y Little Boots
12. Un Tributo a the Beatles de su álbum Abbey Road.

### Temporada 4
1. Raphael Saadiq y Noah and the Whale
2. Blondie y Anna Calvi
3. Beady Eye y James Blake
4. Rumer y The Villagers
5. Kaiser Chiefs y Glasvegas
6. Brandon Flowers y Lykke Li
7. Laura Marling y Ryan Adams
8. The Pierces y Dark Dark Dark
9. Feist y Foster the People
10. The Kooks y Viva Brother
11. Gregg Allman y Ed Sheeran
12. Tomas inéditas de la temporada.

### Temporada 5
1. Jamiroquai, Foster the People, Kate Nash, Gipsy Kings, Dashboard Confessional
2. The Fratellis, Glasvegas, Matchbox 20, The Kills, Stereophonics, Primal Scream and Panic! At the Disco
3. Feist, Antony & the Johnsons, Corinne Bailey Rae, Manu Chao, Gnarls Barkley y Wynton Marsalis
4. Ray LaMontagne, Sara Bareilles, Nerina Pallot, Sheryl Crow y The Script
5. Dave Matthews, Norah Jones, Suzanne Vega y Gregg Allman
6. Alanis Morissette, LeAnn Rimes, Colbie Caillat, Shawn Colvin, Randy Crawford y Joe Sample
7. Ryan Adams, Anna Calvi, Ben Harper, Amos Lee, Seal, Damien Rice
8. Wynton Marsalis, Diana Krall, Madeleine Peyroux y Dr. John
9. Green Day, The Feeling, The Hoosiers, The Subways, Beady Eye y Massive Attack
10. Red Hot Chili Peppers, White Lies, The Zutons, Hockey, The Mars Volta, Hard-Fi, The Good, the Bad & the Queen y Starsailor
11. Gossip, Little Boots, James Blunt, Craig David, Villagers, James Morrison, Chairlift, Mary J Blige, Bryan Adams y John Mayer
12. Ed Sheeran, Brian Wilson, Gnarls Barkley, Paul Simon y Michael Bublé